# Russische Badmintonmeisterschaft 2015
Die Russische Badmintonmeisterschaft 2015 fand vom 22. bis zum 28. September 2015 in Ramenskoje statt. Ramenskoje war damit seit 2010 zum fünften Mal Austragungsort der nationalen Titelkämpfe im Badminton.

## Austragungsort
- ДС Борисоглебский, Ramenskoje

## Sieger und Platzierte
| Disziplin    | Gold                                | Silber                                | Bronze                            |
| ------------ | ----------------------------------- | ------------------------------------- | --------------------------------- |
| Herreneinzel | Vladimir Malkov                     | Anatoliy Yartsev                      | Sergey Sirant                     |
| Herreneinzel | Vladimir Malkov                     | Anatoliy Yartsev                      | Denis Grachev                     |
| Dameneinzel  | Evgeniya Kosetskaya                 | Ksenia Polikarpova                    | Elena Komendrovskaja              |
| Dameneinzel  | Evgeniya Kosetskaya                 | Ksenia Polikarpova                    | Natalia Perminova                 |
| Herrendoppel | Andrej Ashmarin Alexandr Nikolaenko | Konstantin Abramov Alexandr Zinchenko | Denis Grachev Evgeny Dremin       |
| Herrendoppel | Andrej Ashmarin Alexandr Nikolaenko | Konstantin Abramov Alexandr Zinchenko | Rodion Kargaev Anatoliy Yartsev   |
| Damendoppel  | Olga Morozova Anastasia Chervyakova | Tatjana Bibik Elena Komendrovskaja    | Ksenia Polikarpova Irina Khlebko  |
| Damendoppel  | Olga Morozova Anastasia Chervyakova | Tatjana Bibik Elena Komendrovskaja    | Ekaterina Kut Darya Serebryakova  |
| Mixed        | Evgeny Dremin Evgenija Dimova       | Anatoliy Yartsev Evgeniya Kosetskaya  | Nikolai Ukk Irina Khlebko         |
| Mixed        | Evgeny Dremin Evgenija Dimova       | Anatoliy Yartsev Evgeniya Kosetskaya  | Rodion Kargaev Ekaterina Bolotova |